# Trachytettix minor
Trachytettix minor är en insektsart som beskrevs av Luc A. Devriese 1999. Trachytettix minor ingår i släktet Trachytettix och familjen torngräshoppor. Inga underarter finns listade i Catalogue of Life.